# 超人复活夭折记
《超人复活夭折记》（英語：The Death of "Superman Lives": What Happened?）是一部由Jon Schnepp编写剧本和指导的2015年的美国纪录片。影片讲述提姆·波頓被取消的电影《超人复活》（Superman Lives）的幕后事件。该电影于2015年5月1日在Kickstarter campaign首映。于2015年7月9日通过VOD发售。

## 受访者
Jon Schnepp为纪录片的导演和采访者
- 提姆·波頓，导演
- 凱文·史密斯，作者
- 丹·吉洛伊，作者
- Jon Peters，制片人
- 柯琳·艾特伍，服装设计师
- Lorenzo di Bonaventura，制片人
- Wesley Strick，作者
- 尼古拉斯·凯奇，演员（只出现在存档画面）

## 迴响
《超人复活夭折记》主要获得正面评价。福布斯和好莱坞报道打出正面评价。IGN打出了8/10。